# 豊永産業
豊永産業株式会社（ほうえいさんぎょう、HOEI sangyo Co., Ltd.）は、大阪府大阪市に本社を置き、遊園地の企画・運営、遊園施設機械の設計・製作・運営などを手掛けている企業。

## 概要
1963年10月に創業し、1967年3月に法人へ改組。ジェットコースターや、観覧車、豆汽車などの遊園地向け遊具の設計・製作を手掛けている他、海外の遊園地向け遊具の輸入業務も手掛けている。2018年にはモビリティランドとの共同開発で、レーシングコースター「DUEL GP」（デュエルジーピー）を開発した。
遊園地運営事業では、秋田市大森山動物園内にある「大森山遊園地ANIPA（アニパ）」を直営で運営している他、EXPOCITY内において移動遊園地「ANIPO（アニポ）」や三井アウトレットパーク北陸小矢部内にある観覧車「NANAIRO WHEEL（ナナイロホイール）」の運営も手掛けている。

## 事業所
- 本社 - 大阪府大阪市此花区伝法5丁目1番13号
- 秋田事業所 - 秋田県秋田市浜田字潟端154番地（秋田市大森山動物園内）

## 沿革
- 1963年10月 - 創業。
- 1967年3月 - 法人へ改組。
- 1969年11月 - 日本万国博覧会会場に、当時日本最大となる大観覧車「ワンダーホイール」を設計・製造。
- 1975年3月 - 遊園地運営委託事業を開始。
- 1995年3月 - 本社を改築。
- 2008年4月 - 浜田観光から「大森山遊園地」を譲受し、「大森山遊園地ANIPA（アニパ）」として再開業[4][5]。同時に秋田事業所開設。
- 2015年
- 7月 - 三井アウトレットパーク北陸小矢部内に「NANAIRO WHEEL（ナナイロホイール）」が開業したことに伴い、三井アウトレットパーク北陸小矢部営業所を開設。
- 11月 - EXPOCITY内に「ANIPO（アニポ）」開業したことに伴い、エキスポシティ営業所を開設。